# Salsa picante

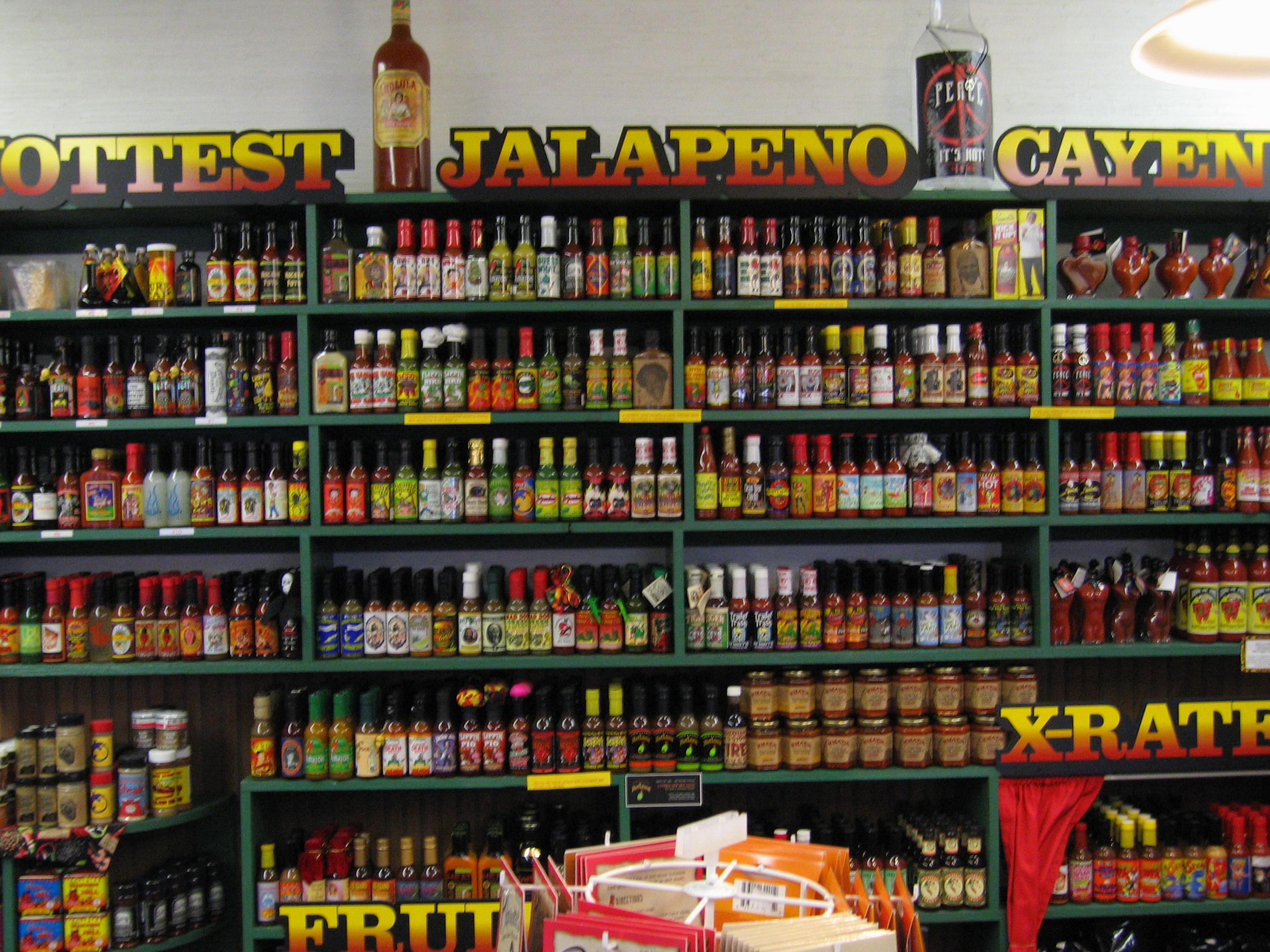
Existen cientos de tipos de salsas picantes.

Una salsa picante, llamada en México salsa de chile y también conocida por su nombre en inglés, hot sauce, es una salsa rica en especias empleada frecuentemente como condimento, y en algunos casos como salsa para mojar. En algunos países de las Antillas a las salsas picantes las suelen denominar «pimienta». La sensación de picante de la salsa es causada por una sustancia conocida como capsaicina (compuesto activo de los pimientos picantes), la piperina (que se encuentra en la pimienta negra) y la alicina (que está presente en el ajo y la cebolla crudos); estas sustancias activan la sensación de acidez y calor en el canal iónico sobre los nociceptores (los receptores del dolor).

## Tipos de salsas picantes

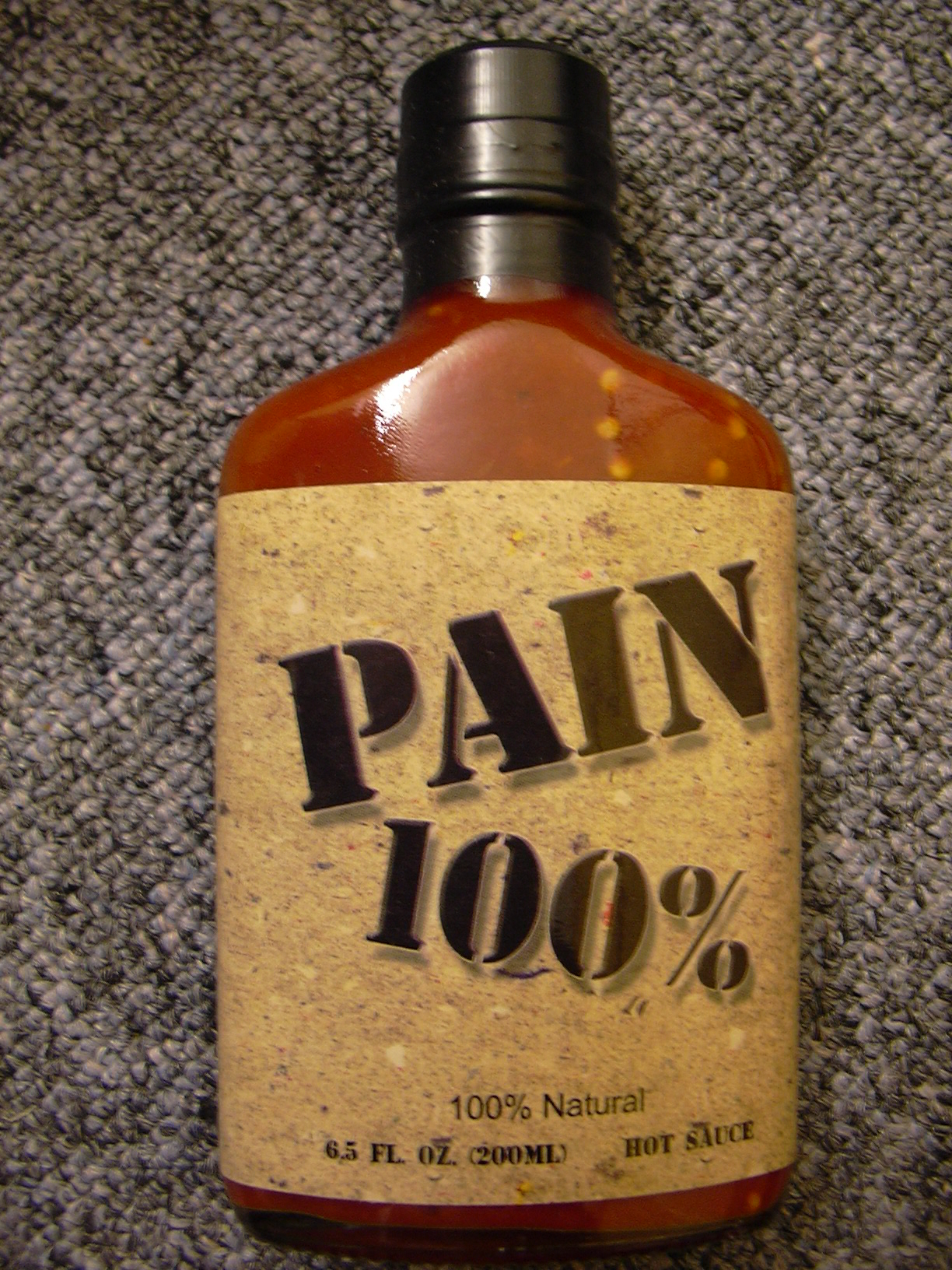
Salsa picante elaborada íntegramente con habaneros.

Existen tres tipos diferentes de salsas picantes.
Estilo de LuisianaEs el más popular en Estados Unidos. El estilo de Luisiana (Louisiana-style hot sauce) contiene pimiento (son las más populares el Tabasco y Cayenne), vinagre y agua; ocasionalmente algo de sal y/o xantano, así como otros ingredientes. La salsa Tabasco, el Texas Pete, y la Frank's Red Hot son ejemplos claros de este estilo de salsa picante al estilo de Luisiana. Esta salsa es popular fuera de Estados Unidos. En New Orleans, las dos alternativas más comunes son a la salsa Tabasco son la Louisiana Hot Sauce y la Crystal Hot Sauce.
Estilo MexicanoLas salsas al estilo mexicano se centran principalmente en el sabor que en el picante intenso proporciona. Aunque algunas son realmente picantes, se realzan los sabores de los chiles empleados. El chile chipotle (chile jalapeño madurado en la planta y posteriormente ahumado) es muy popular en México para la preparación de salsas picantes, dándoles un sabor inconfundible. También se realizan salsas con chiles frescos (serrano, de árbol, habanero, manzano etc.) o secos (ancho, guajillo, pasilla, de árbol, chiltepín, etc.). Algunos de los ingredientes más habituales para estas salsas, además del chile, son: jitomate, tomate verde (tomatillo), ajo, cebolla, aguacate, cilantro, xoconostle, cacahuate, frutas frescas, etc. Mientras que el vinagre es uno de los ingredientes básicos de las salsas del estilo Luisiana, en México únicamente se emplea en algunas preparaciones. El estilo mexicano de las salsas se produce fuera de las fronteras de México; de esta forma nos encontramos con la Kaitaia Fire en Nueva Zelanda.
Estilo AsiáticoLas salsas picantes de Asia contienen generalmente más ingredientes que las elaboradas al estilo de Luisiana o mexicano. Estas salsas generalmente son algo más dulces y tienen aroma de ajo u otros ingredientes. Sin embargo las salsas procedentes de la cocina china (especialmente de Sichuan y Hunan), la cocina tailandesa y cocina india son las más picantes.
En Venezuela es muy común el consumo de un tipo salsa picante, dependiendo de la región puede prepararse con o sin suero de leche (se licua vegetales crudos o cocidos junto con el ají picante y se mezcla con el suero de leche). Específicamente en el Estado Trujillo es donde más se consume este tipo de salsa. El chef Édgar Pérez, natural de esta región andina, explica que: Uno de los secretos de una buena "salsa picante es la fermentación": mientras más días, más sabrosa".
En Colombia cada vez crece más el interés y el consumo de productos picantes, incluyendo las salsas.

## Remedios
El responsable del picante es la capsaicina: un aceite alcaloide y como tal es soluble en medios ácidos, grasa o alcohol.
Los efectos de la ingestión de una salsa picante es una sensación virtual de 'demasiado calor'. Esto puede ser remediado parcialmente con la ingesta de alimentos que contengan leche (productos lácteos), que a pesar de ser una sustancia alcalina por propia naturaleza contiene una proteína (caseína) que se une con los enlaces de la capsaicina, neutralizándola, o una fuerte bebida alcohólica (cerveza contiene fundamentalmente agua) o por la ingesta de un alimento grasiento tal y como mantequilla, pan de mantequilla o crema de leche. Algunas personas mencionan que se rebaja con tomate zumo de un limón fresco o lima (todos ellos son alimentos ácidos). El azúcar granulado puede hacer algún alivio. Servir yogur con las comidas, tal y como se hace en la cocina india, también puede ayudar en caso de peligro.
Contrario a las reacciones naturales iniciales de la gente, beber agua (o soda, cerveza, o casi todas las bebidas que frecuentemente se tiene a la mano) hace que la sensación de quemazón se ponga peor, ya que la capsaicina es un aceite y se disuelve peor en agua. Mientras que el principal efecto de quemazón queda aliviado con el agua fresca, la misma agua distribuye la capsaicina por toda la boca y garganta, causando mayor dolor.
Al lavarse las manos de la salsa picante que haya caído en ellas, antes de que se vaya a un ojo, o por error caiga en la boca de un niño; conviene usar un medio ácido como por ejemplo el zumo de un limón o lima (Incluso vinagre). De esta forma se asegura la completa eliminación de la capsaicina de la piel. Esto es importante, porque además de afectar la boca y los labios, la capsaicina es altamente irritante a las membranas mucosas o a otras áreas sensibles tales como los ojos, la nariz y la región genital. El jabón es alcalino, y su uso no garantiza aclarar toda la capsaicina.